# 1-碘-3-甲基-2-丁烯
1-碘-3-甲基-2-丁烯是一种有机碘化合物，化学式为C5H9I。它可由3-甲基-2-丁烯-1-醇和碘、三苯基膦在咪唑存在下反应制得。它和苯乙炔亚铜、苄基叠氮化物反应，可以得到5-异戊烯基-4-苯基-1-苄基-1,2,3-三唑。